# Anguilla reinhardtii
Anguilla reinhardtii is een  straalvinnige vissensoort uit de familie van de echte palingen (Anguillidae). De eerste beschrijving ervan, en de wetenschappelijke naam, werden in 1867 gepubliceerd door Franz Steindachner.